# Drizzlecomb Linea
La Drizzlecomb Linea è una struttura geologica della superficie di Europa.